# Batalla de Mislata
La batalla de Mislata tuvo lugar el 9 de diciembre de 1348, en ella se enfrentaron las tropas de Pedro el Ceremonioso, comandadas por Lope de Luna, contra las de los unionistas valencianos.

## La batalla
La batalla tuvo como escenario el llano de Mislata.
La Unión de Valencia, al igual que la Unión de Aragón, era un movimiento señorial en defensa de sus privilegios de clase.

## Consecuencias
El resultado favorable al rey, que de todas maneras sufrió numerosas bajas, puso fin a la rebelión de la Unión de Valencia contra él. Esta fue la batalla decisiva de la guerras de las uniones. El rey tomó la ciudad de Valencia e hizo ejecutar a los sublevados. También se aplicó a los derrotados unos castigos crueles, como el de obligar a beber el bronce fundido con el que se había fabricado la campana que convocaba las reuniones de los rebeldes.

### Citas
1. ↑  «Fernández de Heredia, Juan». Gran Enciclopedia Aragonesa. 2000. Archivado desde el original el 15 de octubre de 2011. Consultado el 6 de marzo de 2014.
2. ↑  «Dades sobre la batalla de Mislata». Dadescat (en catalán). Archivado desde el original el 22 de junio de 2009. Consultado el 6 de marzo de 2014.
3. ↑  «Mislata, gresol de cultures». Papers de l'Horta (en catalán). 2004. Archivado desde el original el 6 de marzo de 2014. Consultado el 6 de marzo de 2014.